# Торели-Торете (Авелино)
Торели-Торете је насеље у Италији у округу Авелино, региону Кампанија.
Према процени из 2011. у насељу је живело 4380 становника. Насеље се налази на надморској висини од 404 м.